# Commissaire de la Police provinciale de l'Ontario
Le commissaire de la Police provinciale de l'Ontario (Commissioner of the Ontario Provincial Police en anglais) est le dirigeant de la Police provinciale de l'Ontario dans la province canadienne de l'Ontario.

## Liste des commissaires de la Police provinciale de l'Ontario
- Major-général Harry Macintyre Cawthra-Elliott (1921-1922)
- Major-général Victor Williams (1922-1939)
- William H. Stringer (1939-1953)
- Edwin V. McNeill (1953-1958)
- Wilfred Hamilton Clark (1958-1963)
- Eric Hamilton Silk (1963-1973)
- Harold Hopkins Graham (1973-1981)
- James Laird Erskine (1981-1983)
- Robert Archibald "Archie" Ferguson (1983-1988)
- Thomas Bernard O'Grady (1988-1998)
- Gwen Boniface (1998-2006)
- Julian Fantino (2006-2010)
- Christopher D. Lewis (2010-2014)
- Vince Hawkes (2014-2018)
- Brad Blair (2018)
- Gary J. Couture (depuis 2018)